# Oedaspis quinotata
Oedaspis quinotata är en tvåvingeart som först beskrevs av Munro 1939.  Oedaspis quinotata ingår i släktet Oedaspis och familjen borrflugor.
Artens utbredningsområde är Kenya. Inga underarter finns listade i Catalogue of Life.